# 파트리크 쥐베

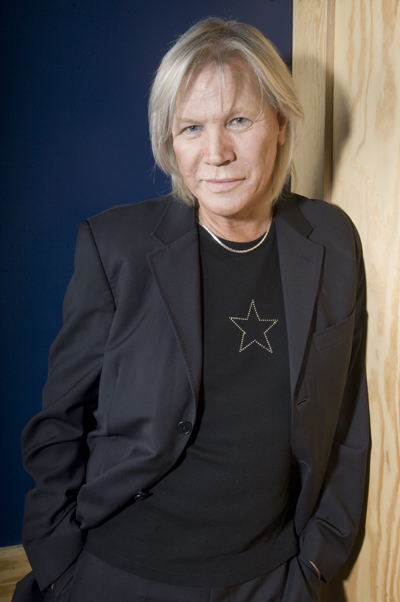
파트리크 쥐베

파트리크 쥐베(프랑스어: Patrick Juvet, 1950년 8월 21일 ~ 2021년 4월 1일)는 스위스의 가수, 작곡가이다.
스위스 몽트뢰 출신으로, 7세경부터 피아노를 배우고 14세 때에는 교회의 오르간 주자가 되었으나 비틀스의 영향으로 팝송을 동경하게 되었다. 1957년부터 약 3년 동안은 독일에서 모델로서 성공했다. 1971년에는 버클레 레코드와 계약, 1972년 자신이 작곡한 <장밋빛 설레임>이 크게 히트하여 스타가 되었다. 1973년 <사랑스런 소냐>도 크게 히트했고, 같은 해에 오랑피아 극장에 출연했다. 작곡가로서의 재능과 부드러운 가창으로 꾸준한 인기를 지속하였다.

## 디스코그래피

### 음반
- La musica (1972)
- Love (1973)
- Olympia 73 (1973)
- Chrysalide (1974)
- Mort ou vif (1976)
- Paris by Night (1977)
- Got a feeling (1978)
- Lady night (1979)
- Laura ou les ombres de l'été (1979)
- Live Olympia 79 (1979)
- Still Alive (1980)
- Rêves immoraux (1982)
- Solitudes (1991)
- Best of Patrick Juvet (1994) (Barclay)
- L'essentiel (2006)

### 싱글
- "Je vais me marier, Marie" (1973) (Eurovision Song Contest entry for Switzerland, 1973)
- "Toujours du cinema" (1973)
- "Rappelle-toi Minette" (1974)
- "Faut pas rêver" (1976)
- "Où sont les femmes?" (1977)
- "Megalomania" (1977)
- "Got a Feeling" (1978)
- "I Love America" (1978)
- "Lady Night" (1979)
- "Swiss Kiss" (1979)
- "Laura" (1979)